# Climacodon
Climacodon — рід грибів родини фанерохетові (Phanerochaetaceae). Назва вперше опублікована 1881 року.

## Класифікація
До роду Climacodon відносять 10 видів:
- Climacodon annamensis
- Climacodon chlamydocystis
- Climacodon dubitativus
- Climacodon efflorescens
- Climacodon ochraceus
- Climacodon pulcherrimus
- Climacodon roseomaculatum
- Climacodon roseomaculatus
- Climacodon sanguineus
- Climacodon septentrionalis